# Gordon Griffith

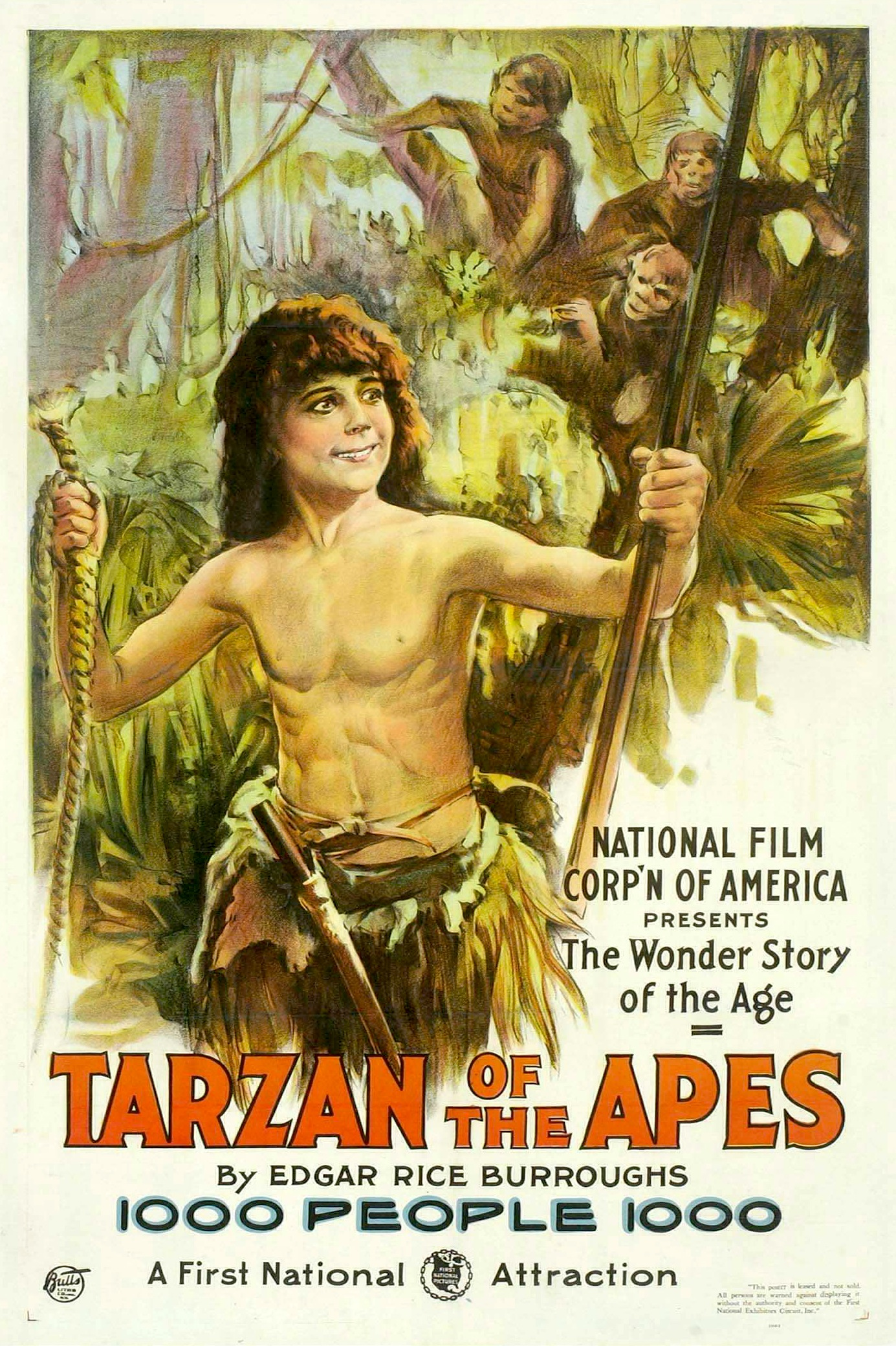
Als Tarzan, 1918

Gordon S. Griffith (* 4. Juli 1907 in Chicago, Illinois; † 12. Oktober 1958 in Los Angeles, Kalifornien) war ein US-amerikanischer Regieassistent und Filmproduzent. Als Kinderdarsteller trat er in Filmen neben Charlie Chaplin auf und wurde als erster Darsteller von Tarzan bekannt.

## Biografie
Gordon Griffith wurde 1907 in Chicago geboren. Seine Eltern Harry Sutherland Griffith (1866–1926) und Katherine Kiernan Griffith (1876–1921) waren beide Schauspieler. Er hatte eine ältere Schwester Gertrude und einen jüngeren Bruder Graham, der auch Schauspieler wurde. Gordon erhielt seine ersten Rollen als Siebenjähriger in einer Reihe von Kurzfilmen unter dem Titel Little Billy films. Mack Sennett, der Gründer der Keystone Studios, setzte Griffith in zahlreichen seiner Slapstick-Komödien ein, wo er unter anderem in Tillies gestörte Romanze als Zeitungsbote neben Charlie Chaplin auftrat. Sein Durchbruch kam 1918 mit der Rolle des jungen Tarzan in Tarzan bei den Affen. Im ersten Filmdrittel tollt er im Lendenschurz mit echten Schimpansen herum, während anschließend Elmo Lincoln als erwachsener, bekleideter Tarzan mit Athleten in Affenanzügen zu sehen ist. 1920 erhielt Griffith in William Desmond Taylors erster Verfilmung von Mark Twains Huckleberry Finn die Rolle des Tom Sawyer. 1925 spielte er in Die kleine Annemarie den älteren Bruder von Mary Pickford. Nach dem Tod seiner Eltern in den 1920er Jahren lebte er mit seinem Bruder bei seiner Schwester und ihrer Familie in Pasadena (Kalifornien).
Mit Beginn der Tonfilmära erhielt Griffith immer kleinere Rollen, und seine Auftritte wurden gelegentlich nicht mal erwähnt. Mit 23 Jahren trat er erstmals hinter die Kamera und fungierte für verschiedene Hollywood-Studios (Monogram Pictures, Robert E. Sherwood, Gregory Ratoff, RKO Pictures) als Regieassistent, Produktionsassistent, Produktionsleiter, Produzent und schließlich 1956 als Executive Producer von Alexander der Große.
1958 starb Griffith 51-jährig in Hollywood an einem Herzinfarkt, seine Schwester überlebte ihn.

## Filmografie (Auswahl)

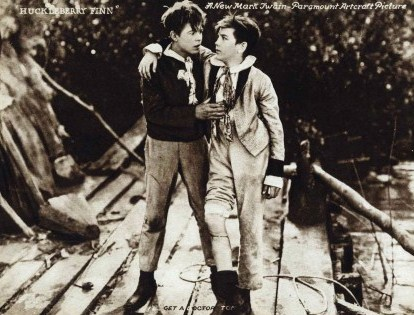
Als Tom Sawyer in Huckleberry Finn, 1920

### Als Darsteller
- 1914: Tillies gestörte Romanze
- 1914: Seifenkistenrennen in Venice
- 1918: Tarzan bei den Affen
- 1920: Huckleberry Finn
- 1920: Korak
- 1922: Der Klub der Unterirdischen (Penrod)
- 1925: Die kleine Annemarie (Little Annie Rooney)

### Als Produzent
- 1948: Opium (To the Ends of the Earth, Produktionsassistent)
- 1952: Monsun (Monsoon)
- 1956: Alexander der Große